# Brandalberg
Der Brandalberg ist ein 2300 m hoher Berg im ostantarktischen Viktorialands. Er ist einer der Gipfel der Lawrence Peaks in den Victory Mountains. Benachbarte Gipfel sind von Norden im Uhrzeigersinn der Aklestadberg, der Pedersenberg, der Kotheberg, das Schnidrighorn und die Weißspitze.
Wissenschaftler der deutschen Expedition GANOVEX III (1982–1983) nahmen seine Benennung vor. Namensgeber ist Peter Brandal, Kapitän der Polar Queen, eines der Schiffe der Expeditionsreihe.